# Andy Buckley
Andrew "Andy" Buckley (Salem (Massachusetts), 13 februari 1965) is een Amerikaans acteur.

## Biografie
Buckley haalde in 1987 zijn bachelor in politicologie aan de Stanford-universiteit in Stanford (Californië). Hierna leerde hij het acteren aan de The Groundlings Theater in Los Angeles samen met Melissa McCarthy en Dax Shepard. 
Buckley is getrouwd en leeft met zijn wederhelft in Los Angeles. 

## Carrière
Buckley begon in 1990 met acteren in de televisieserie China Beach, waarna hij nog meerdere rollen speelde in televisieseries en films. Hij is vooral bekend van zijn rol als David Wallace in de televisieserie The Office US waar hij in 37 afleveringen speelde (2006-2013).

## Filmografie

### Films
Uitgezonderd korte films.
- 2022 - Tankhouse - als Bob
- 2021 - Distancing Socially - als Andy
- 2021 - Keeping Company - als Frank
- 2020 - Most Guys Are Losers - als Mark
- 2019 - Bombshell - als Gerson Zweifach
- 2018 - A Million Little Pieces - als tandarts Stevens
- 2018 - The After Party - als mr. Levine
- 2018 - All Light Will End - als David
- 2017 - Lady Bird - als Matt
- 2017 - The House - als Craig
- 2016 - Tracktown - als Burt
- 2015 - The Half of It - als Brian
- 2015 - Burning Bodhi - Buck
- 2015 – Jurassic World als Scott Mitchell
- 2014 – Horrible Bosses 2 als geluidsagent
- 2014 – Ask Me Anything als Mark Aubichon
- 2013 – The Heat als Robin
- 2011 – Alvin and the Chipmunks: Chipwrecked als kapitein Correlli
- 2011 – Bridesmaids als echtgenoot van Helen
- 2010 – Life as We Know It als George Dunn
- 2010 – The Other Guys als Don Beaman
- 2009 – ExTerminators als Steven Cantor
- 2002 – Big Shot: Confessions of a Campus Bookie als FBI-agent Simms
- 2002 – Grand Champion als Frank Bloomer
- 2001 – The Big Day als Eddie
- 1998 – Forever Love als Jerry
- 1998 – Running Woman als verslaggever
- 1997 – Blood Trail als Andrew P. Buckley
- 1997 – No Small Ways als Lyle
- 1992 – Sinatra als acteur die Prew speelt
- 1992 – Body Waves als Buckley

### Televisieseries
Uitgezonderd eenmalige gastrollen.
- 2023 - FUBAR - als Donnie - 5 afl.
- 2020-2022 - Avenue 5 - als Frank Kelly - 17 afl.
- 2021 - All Rise - als Martin Moore - 2 afl.
- 2020 - The Fugitive - als schoolhoofd Spitaro - 4 afl.
- 2018-2019 - Shameless - als Randy - (5 afl.)
- 2017-2019 - Life in Pieces - als Paul - (2 afl.)
- 2017 - Dan Is Dead - als Nathaniel Sandlittle - (2 afl.)
- 2015-2017 – Scorpion als Richard Elia (7 afl.)
- 2015-2017 - Odd Mom Out - als Andy Weber - (30 afl.)
- 2017 - Young & Hungry - als Matt Danon - (2 afl.)
- 2017 - Dan Is Dead - als Nathaniel Sandlittle - (2 afl.)
- 2015-2016 - Casual - als Paul Schmidt (6 afl.).
- 2016 - Hit the Floor - als Adam Oberman - (5 afl.)
- 2015 - You're the Worst - als Russell Fleischer (2 afl.)
- 2006-2013 – The Office US als David Wallace (37 afl.)
- 2011-2013 – The Lying Game als Ted Mercer (30 afl.)
- 2012 – Veep als Ted Cullen (3 afl.)
- 1997-1998 – Pacific Blue als Teddy Callaway (3 afl.)

- Library of Congress Control Number: nb99149334
- Virtual International Authority File: 4116147665872160670009
- WorldCat: E39PBJqFGVKdCj7y7Krwgkyrv3